# Jonas Dahl
 Der er flere personer med dette navn, se Jonas Dahl (flertydig).
Jonas Dahl (født 26. februar 1978 i Randers) er regionsdirektør i Region Midtjylland. Han er tidligere medlem af Folketinget for Socialistisk Folkeparti fra 2007 til 2016 og skatteminister i Helle Thorning-Schmidt første regering fra 2013 til 2014. Han var valgt til Folketinget i Østjyllands Storkreds (opstillet i Aarhus Sydkredsen 2006-2010 og Aarhus Østkredsen 2010-2016). Jonas Dahl forlod Folketinget i august 2016 for at blive hospitalsdirektør på Regionshospitalet Randers.
Dahl blev konstituret regionsdirektør i Region Midtjylland i august 2023 efter Pernille Blach Hansen, og regionen besluttede i november 2023 at gøre udnævnelsen permanent.

## Baggrund
Jonas Dahl er opvokset i Randers, men har også boet i Seattle, USA. Han blev matematisk student fra Randers Statsskole i 1998, og blev uddannet cand.mag. i samfundsfag og historie fra Aarhus Universitet i 2007. Han har arbejdet som fuldmægtig i Magistratsafdelingen for Sundhed og Omsorg i Aarhus Kommune.
Han bor i Aarhus.

## Politiske karriere
Den politiske karriere begyndte i 1996, hvor han meldte sig ind i Socialistisk Folkepartis Ungdom. To år senere blev han medlem af SF. Han var kandidat til amtsrådsvalget i Århus Amt 2004 og folketingskandidat i Randerskredsen 2004-2006. Da han blev valgt til Folketinget i november 2007, sad han i regionsrådet i Region Midtjylland, hvortil han blev valgt i 2005. Jonas Dahl blev efter valget i 2007 SF's forskningsordfører. Siden 2008 har han desuden været SF's sundhedsordfører.
23. april 2008 stemte Jonas Dahl (sammen med Pernille Frahm, Eigil Andersen og Kristen Touborg) imod Lissabon-traktaten og dermed imod Socialistisk Folkepartis partilinje.
19. marts 2013 blev Jonas Dahl valgt som politisk ordfører for SF, han blev den 12. december udpeget som ny skatteminister efter at Holger K. Nielsen afløste Villy Søvndal som udenrigsminister. Den 30. januar 2014 blev han afløst som skatteminister af Morten Østergaard.
Efter SF's udtræden af Thorning-regeringen i februar 2014 blev Jonas Dahl gruppeformand og finansordfører for SF. 
I foråret 2016 meddelte Jonas Dahl at han ville stoppe som folketingspolitiker for at blive hospitalsdirektør for Regionshospitalet i Randers. Efterfølgende er Jonas Dahl indtrådt i bestyrelsen på Randers Statsskole og i 2021 som bestyrelsesformand for Egmonthøjskolen.